# Santiago Creel
Santiago Creel Miranda (ur. 11 grudnia 1954 w Meksyku) – meksykański polityk, prezydent Senatu od 29 sierpnia 2007, sekretarz spraw wewnętrznych w latach 2000–2005.

## Życiorys
Santiago Creel ukończył studia licencjackie w dziedzinie prawa na Narodowym Autonomicznym Uniwersytecie Meksyku. Studia prawnicze kontynuował na Uniwersytecie Georgetown oraz na Uniwersytecie Michigan, gdzie uzyskał stopień magistra.
W lipcu 2000 wziął udział w wyborach szefa rządu Meksykańskiego Dystryktu Federalnego. Przegrał nieznacznie z Andrésem Manuelem López Obradorem. Od 1 grudnia 2000 zajmował stanowisko sekretarza spraw wewnętrznych w gabinecie prezydenta Vicenta Foxa.
1 czerwca 2005 zrezygnował ze stanowiska, by walczyć o nominację Partii Akcji Narodowej w wyborach prezydenckich w lipcu 2006. Jego głównym rywalem był Felipe Calderón, który ostatecznie wygrał prawybory partii PAN, a później także wybory prezydenckie.
W wyborach generalnych 2 lipca 2006 Creel uzyskał mandat senatora. Został liderem PAN w Senacie, którym pozostawał do czerwca 2008. 29 sierpnia 2007 został wybrany prezydentem Senatu.